# Юнгерманія округлоплода
{{#ifeq:0|0|{{#if:Jungermannia sphaerocarpa|{{#if:|[[]}}|[[]]}}}}
Юнгерманія округлоплода (Jungermannia sphaerocarpa) — вид печіночників порядку юнгерманіальних (Jungermanniales).
Таксон вважається синонімом до Solenostoma sphaerocarpum (Hook.) Steph.

## Поширення
Батьківщиною є Європа, Африка, Азія, Північна Америка, Південна Америка.
Росте на вологих або мокрих скелях без вапна та на вологому ґрунті.

## Характеристика
Стебла мають довжину від одного до трьох сантиметрів. Вони розгалужені і мають ризоїди. Вони утворюють від зелених до темно-зелених килимки. Бокові листки круглі, коли вони розпростерті, лише іноді ширші за довжину. Вони покривають половину стебла. Підлистки відсутні. Кожна клітина листка містить від чотирьох до шести масляних тілець. Коробочка сферична, червонувато-коричнева.